# Ginbergsängen
Ginbergsängen är ett naturreservat i Hagfors kommun i Värmlands län.
Området är naturskyddat sedan 1991 och är 82 hektar stort. Reservatet utgör ett näs i Klarälvens dalgång som består av magra sandmarker.